# Jaromír Fausek
Jaromír Fausek (* 13. května 1938) je bývalý český fotbalový rozhodčí.
Jeho nejvyšším úspěchem jako fotbalisty byla účast v Divizi (čtvrté lize) s VTJ Dukla Žilina během jeho povinné vojenské služby.
V roce 1958 se stal fotbalovým rozhodčím. V letech 1973 až 1986 soudcoval Fausek v nejvyšší československé soutěži 274 zápasů. Byl jmenován mezinárodním rozhodčím FIFA. V letech 1977 až 1986 soudcoval 140 mezinárodních zápasů, včetně kvalifikace na Mistrovství Evropy 1980. Po ukončení kariéry rozhodčího pracoval jako funkcionář v Československém fotbalovém svazu.
Vystudoval právnickou fakultu Univerzity Karlovy v Praze. V roce 2001 vydal knihu s názvem Toulky s fotbalem, kde shrnul své zkušenosti z rozhodčího po celém světě.